# Kami (Kochi)
Kami (em japonês 香美市 Kami-shi) é uma cidade localizada na Prefeitura de Kōchi, que se situa na ilha de Shikoku, Japão. Sua área total é de 537,86 km². De acordo com o censo japonês, a cidade tinha uma população estimada em 26.862 habitantes em 2018.
A cidade atual de Kami foi fundada em 1.º de março de 2006, a partir da fusão das cidades de Kahoku e Tosayamada e da vila de Monobe (todas do distrito de Kami) que foram dissolvidas como resultado dessa fusão.

## Demografia
De acordo com os dados do censo japonês, estes são os números estimados da população, nos anos de 1995 até 2018, conforme dados obtidos através do Departamento de Estatísticas do Japão (Statistics Bureau Japan) (1995 - 2015) e também da prefeitura de Kōchi (via uub.jp).
| 1995   | 2000   | 2005   | 2010   | 2015   | 2018   |
| ------ | ------ | ------ | ------ | ------ | ------ |
| 31.023 | 31.175 | 30.257 | 28.766 | 27.513 | 26.862 |

A população vem decrescendo nos últimos anos, mesmo com a fusão ocorrida em 2006. O percentual de queda, entre os anos de 1995 e 2018, foi de cerca de 13,41%.
Outro dado destacado pelo censo, é o envelhecimento da população. A faixa de idade com maior número de pessoas é de 60 e 69 anos, de acordo com o censo de 2015.
| Distribuição de idade (2015) | Distribuição de idade (2015) |
| ---------------------------- | ---------------------------- |
| 0-9 anos                     | 1,684                        |
| 10-19 anos                   | 2,569                        |
| 20-29 anos                   | 2,572                        |
| 30-39 anos                   | 2,607                        |
| 40-49 anos                   | 2,698                        |
| 50-59 anos                   | 3,044                        |
| 60-69 anos                   | 4,502                        |
| 70-79 anos                   | 3,778                        |
| 80+ anos                     | 3,869                        |

## Clima
O clima na região é quente e temperado, com nível de chuva significativo ao longo do ano, mesmo nos meses mais secos. Dezembro é considerado o mês com menor quantidade de chuvas, cerca de 57 mm. Já junho é considerado o mês mais chuvoso, chegando a registrar uma média de 316 mm. A pluviosidade média anual gira em torno de 2316 mm.
A temperatura média anual é de 16,4°C. Agosto é considerado o mês mais quente, com uma temperatura média de 27.2 °C, e janeiro é o mês mais frio, alcançando uma média de 5.9 °C. De acordo com a classificação climática Köppen e Geiger, o clima naquela localidade é classificada como CFA (clima subtropical úmido).